# Placogorgia placoderma
Placogorgia placoderma is een zachte koraalsoort uit de familie Plexauridae. De koraalsoort komt uit het geslacht Placogorgia. Placogorgia placoderma werd in 1910 voor het eerst wetenschappelijk beschreven door Nutting. 